# WS FTP
WS_FTP全名是WinSock File Transfer Protocol，是一種FTP用戶端軟體，由美國Ipswitch, Inc.公司開發，適用於Windows系統。WS_FTP算是1990年代最古老的共享軟體和FTP軟體之一。它的GUI界面後來也成為其他FTP軟體的模仿經典，共分為兩個窗格，左邊是用戶電腦，右邊是遠端電腦，非常清晰明瞭。

## 外部連結
- Ipswitch website （页面存档备份，存于）
- WS_FTP website
- FTPplanet